# Alm Svartens Æresløp
Alm Svartens Æresløp är ett travlopp för kallblodiga travare som körs vid Bjerke Travbane i Oslo i Norge varje år i samband med Oslo Grand Prix i början av juli. Tävlingen körs över 1 609 meter.

## Segrare
| År   | Häst             | Kusk                    | Tränare            | Tid     | Tvåa           | Trea             |
| ---- | ---------------- | ----------------------- | ------------------ | ------- | -------------- | ---------------- |
| 2024 | Tangen Bork      | Tom Erik Solberg        | Öystein Tjomsland  | 1.19,9a | B.W.Sture      | Månlykke A.M.    |
| 2023 | H.V.Tuuri        | Iikka Nurmonen          | Ossi Nurmonen      | 1.20,2a | Järvöodin      | Bäcklös Uriel    |
| 2022 | Månlykke A.M.    | Gunnar Melander         | Gunnar Melander    | 1.20,6a | Bellfaks       | Stallone         |
| 2021 | Odd Herakles     | Tom Erik Solberg        | Fredrik Fransson   | 1.19,8a | Söndre Jerkeld | Lome Brage       |
| 2020 | Odd Herakles     | Tom Erik Solberg        | Lars O.Romtveit    | 1.18,4a | Roli Eld       | Ingbest          |
| 2019 | Odd Herakles     | Adrian Solberg Akselsen | Lars O. Romtveit   | 1.21,5a | Smedheim Solan | Josveis          |
| 2018 | Polara           | Antti Tupamäki          | Antti Tupamäki     | 1.19,3a | Odd Herakles   | Kleppe Slauren   |
| 2017 | Månprinsen A.M.  | Gunnar Melander         | Gunnar Melander    | 1.20,2a | Polara         | Odin Tabac       |
| 2016 | Månprinsen A.M.  | Gunnar Melander         | Gunnar Melander    | 1.19,0a | Tekno Jerken   | Odd Herakles     |
| 2015 | Lome Brage       | Per Oleg Midtfjeld      | Bengt Erik Persson | 1.19,6a | Lannem Silje   | Ulsrud Tea       |
| 2014 | Gylden Balder    | Kai Johansen            | Pål Sem            | 1.21,1a | Neslands Loke  | Lome Brage       |
| 2013 | Tekno Odin       | Öystein Tjomsland       | Öystein Tjomsland  | 1.21,5a | Moe Brage      | Stjernejerven    |
| 2012 | Hallsta Lotus    | Ulf Ohlsson             | Jan-Olov Persson   | 1.20,5a | Moe Brage      | Bork Odin        |
| 2011 | Hallsta Lotus    | Ulf Ohlsson             | Jan-Olov Persson   | 1.21,5a | Feseth Lynet   | Moe Brage        |
| 2010 | Moe Brage        | Dagfinn Aarum           | Tor-Martin Moe     | 1.21,1a | Hallsta Lotus  | Röste Bo         |
| 2009 | Åsajerven        | Tor Wollebæk            | Ola Martin Aasen   | 1.21,8a | Röste Bo       | Mörtvedt Jerkeld |
| 2008 | Mörtvedt Jerkeld | Jim Frick               | Ola Engevold       | 1.22,0a | Bokli Eld      | Moe Brage        |
| 2007 | Moe Odin         | Asbjörn Mehla           | Ola Engevold       | 1.21,2a | Saran Salama   | Lumjor           |
| 2006 | Järvsöfaks       | Jan-Olov Persson        | Jan-Olov Persson   | 1.20,5a | Saran Salama   | Bokli Eld        |
| 2005 | Saran Salama     | Tapio Perttunen         | Tapio Perttunen    | 1.20,9a | Moe Odin       | Sipori           |
| 2004 | Järvsöfaks       | Jan-Olov Persson        | Jan-Olov Persson   | 1.20,4a | Sipori         | Gam Vinter       |
| 2003 | Järvsöfaks       | Jan-Olov Persson        | Jan-Olov Persson   | 1.20,5a | Spikeld        | Ravn Jahn        |
| 2002 | Järvsöfaks       | Jan-Olov Persson        | Jan-Olov Persson   | 1.20,8a | Sagi Knut      | Prins Vinter     |
| 2001 | Järvsöfaks       | Jan-Olov Persson        | Jan-Olov Persson   | 1.21,0a | Viesker        | Sagi Knut        |
| 2000 | Viesker          | Kaarlo Ahokas           | Kaarlo Ahokas      | 1.20,8a | Röder          | Bork Rigel       |
| 1999 | Viesker          | Kaarlo Ahokas           | Kaarlo Ahokas      | 1.23,7a | Bork Rigel     | Spikeld          |
| 1998 | Spang Best       | Thor Borg               | Kjell Teigen       | 1.25,3a | Viesker        | Bork Rigel       |
| 1997 | Viesker          | Kaarlo Ahokas           | Kaarlo Ahokas      | 1.21,5a | Ponsi Tähti    | Hvatt Djerven    |
| 1996 | Polar Troll      | Cato Antonsen           | Cato Antonsen      | 1.23,4a | Bork Rigel     | Hvatt Djerven    |
| 1995 | Verner           | Jim Frick               | Ulla Fredlund      | 1.24,2a | Åslands Kvikk  | Pirilrapp        |
| 1994 | Bork Rigel       | Jomar Blekkan           | Britt Wanvik       | 1.24,0a | Åslands Kvikk  | Trons Trollmin   |
| 1993 | Atom Vinter      | Rune Wiig               | Rune Wiig          | 1.24,3a | Svinten        | Lövlandgutten    |
| 1992 | Atom Vinter      | Arve G.Blihovde         | Arve G.Blihovde    | 1.23,1a | Ilmin          | Alm Hellin       |
| 1991 | Ilmin            | Cato Antonsen           | Ole Helgestad      | 1.24,4a | Atom Vinter    | Jettetor         |
| 1990 | Ilmin            | Cato Antonsen           | Ole Helgestad      | 1.23,0a | Pilmingutt     | Atom Vinter      |
| 1989 | Braute           | Jan Rune Gaustad        | Nicolai Gaustad    | 1.24,8a | Alm Kvik       | Lund Jerker      |
| 1988 | Alm Svarten      | Ulf Thoresen            | Knut Alm           | 1.23,0a | Braute         | Ingson           |
| 1987 | Alm Svarten      | Ulf Thoresen            | Knut Alm           | 1.24,6a | Braute         | Svinten          |
| 1986 | Toriseira        | Ulf Thoresen            | Jan Vidar Öen      | 1.25,7a | Braute         | Alm Rigel        |